# Pocola (Oklahoma)
Pocola é uma cidade  localizada no estado norte-americano de Oklahoma, no Condado de Le Flore.

## Demografia
Segundo o censo norte-americano de 2000, a sua população era de 3994 habitantes.
Em 2006, foi estimada uma população de 4435, um aumento de 441 (11.0%).

## Geografia
De acordo com o United States Census Bureau tem uma área de
78,9 km², dos quais 78,4 km² cobertos por terra e 0,5 km² cobertos por água.

## Localidades na vizinhança
O diagrama seguinte representa as localidades num raio de 12 km ao redor de Pocola.